# Pripek (distrikt i Kărdzjali)
Pripek (bulgariska: Припек) är ett distrikt i Bulgarien.   Det ligger i kommunen Obsjtina Dzjebel och regionen Kărdzjali, i den södra delen av landet, 210 km sydost om huvudstaden Sofia.